# Wsiewołod Jakimiuk
Wsiewołod Jan Jakimiuk (Kożynie, 5 gennaio 1902 – Parigi, settembre 1991) è stato un ingegnere ucraino, importante progettista aeronautico.

## Biografia
Wsiewołod Jan Jakimiuk nasce a Kożynie il 5 gennaio 1902, figlio di un prete ortodosso. Consegue il diploma di scuola superiore a Vilnius  nel 1920. Continua gli studi e, nel 1925, consegue un master in matematica presso l'Università Stefan Batory. Dopo la laurea lavora come insegnante di matematica nelle scuole secondarie di Vilnius. Negli anni 1927-1929 studia presso l'Ecole Nationale Superieure d'Aeronautique di Parigi, conseguendo il diploma di ingegnere aeronautico. Frequenta poi l'Università della Sorbona, conseguendo la licenza in aeronautica generale.  Dopo la laurea torna in Polonia e, nel 1930, entra a far parte della fabbrica statale Państwowe Zakłady Lotnicze di Varsavia, come ingegnere nel team del capo progettista Zygmunt Puławski. Inizialmente lavora alla progettazione del caccia PZL P.11 e, dopo la morte di Pulawski, preso la direzione dei progetti dei caccia PZL P.7 e PZL P.11, quest'ultimo prodotto anche per l'esportazione verso la Romania.  Nel 1933, sulla base di precedente velivolo, progetta il caccia PZL P.24 prodotto in numerose versioni destinate all'esportazione. Le versioni prodotte comprendono P.24B, P.24C (1936), P.24D (1937), P.24F, P.24G, P.24H (1937) e P.24J (1939), esportate in Bulgaria, Turchia, Romania e Grecia. Negli anni 1931-1932 Jakimiuk guida lo sviluppo dei caccia PZL P.8/1 e P.8/11,  base dello sviluppo del successivo PZL P.28. Nel 1935 brevetta, insieme l'ingegner Tadeusz Baudouin de Courtenay, un meccanismo di controllo della mitragliatrice da parte del pilota.
Nel 1936 gli viene affidato il compito di progettare aerei passeggeri per la compagnia polacca LOT, che usava prevalentemente aerei americani, quali il Douglas DC-2 e il Lockheed Model 10 Electra. Il primo velivolo progettato, il PZL.44 Wicher, vola per la prima volta il 13 novembre 1938, ma nonostante le prove positive la compagnia LOT no emette alcun ordine di produzione.  Nel 1937 Jakimiuk avvia un nuovo progetto relativo ad un moderno velivolo da caccia, designato PZL.50 Jastrząb, che vinse la concorrenza interna. Tale aereo fu progettato insieme agli ingegneri Jerzy Zbrożkiem, Mikołajem Kaczanowskim e Piotrem Bielkowiczem.
Il primo prototipo dell'aereo andò in volo per la prima volta nel febbraio del 1939, ottenendo subito un ordine di produzione in serie da parte delle autorità militari. Purtroppo nessun dei velivoli di produzione fu completato prima dello scoppio della seconda guerra mondiale. Jakimiuk avvia, contemporaneamente al PZL.50 Jastrząb, lo studio relativo a una diversa motorizzazione dell'aereo, designata PZL.53 Jastrząb II, e a una versione dotata del propulsore 12 cilindri a V Hispano-Suiza 12Y, designata come PZL.56 Kania. Negli anni 1936-1938 l'ingegner Jakimiuk tenne, allo stesso tempo, lezioni sulla resistenza dei materiali presso la facoltà di Tecnologia dell'Università di Varsavia, la cui cattedra era diretta dal professor Maximilian Huber.
Allo scoppio della seconda guerra mondiale, il 1º settembre 1939, rimane leggermente ferito da una granata nel corso di un bombardamento tedesco sulla fabbrica. Visto lo sfavorevole andamento del conflitto viene evacuato, assieme allo staff tecnico della PZL, in Romania, raggiungendo poi la Francia, dove diviene uno dei primi profughi polacchi sfollati a chiedere asilo. Nel novembre 1939 diviene capo della squadra di ingegneri polacchi impiegati nella fabbrica SNCASE (Société nationale des constructions aéronautiques du sud-est) a Argenteuil vicino a Parigi. Per lavorare sulle modifiche strutturali da apportare al caccia SE-100 e al bombardiere medio LeO-45, Jakimiuk raduna un team di importanti progettisti polacchi.
Nel maggio del 1940 entra in contatto con gli inglesi della de Havilland, dove gli viene offerta la direzione della filiale canadese di Toronto. Nell'estate dello stesso anno si reca in Canada, dove ottenne il visto per portare con lui 200 specialisti polacchi. Nel marzo 1941 raccoglie intorno a sé un gruppo di ingegneri che hanno lavorato in vari aeroporti e fabbriche del Canada.
A Toronto Jakimiuk diviene membro del prestigioso club inglese Granite Club.
La de Havilland Canada e il suo team di progettisti lanciano la produzione su licenza del bimotore da addestramento Avro Anson (costruito in 352 unità), in base alle esigenze locali, e poi la costruzione delle ali di legno per l'addestratore North American NA-66 Harvard II, il North American T-6 Texan costruito su licenza dotato di motore Menasco, e la fusoliera degli aerei da addestramento basico de Havilland DH.82 Tiger Moth. Nel 1942 il Canada avviò la produzione su licenza del caccia-bombardiere de Havilland Mosquito.
Nel 1945, su richiesta della Royal Air Force, Jakimiuk avvia, insieme all'ingegnere W. Stępniewskim, il progetto del velivolo da addestramento de Havilland Canada DHC-1 Chipmunk, il cui primo volo avviene il 22 maggio 1946. Tra il 1946 e il 1947 progetta il velivolo da trasporto locale de Havilland Canada DHC-2 Beaver, primo volo il 18 agosto 1947, e il multi-ruolo da trasporto de Havilland Canada DHC-3 Otter, primo volo il 21 dicembre 1951. Nel 1948 Jakimiuk si trasferisce in Inghilterra, presso gli stabilimenti de Havilland di Hatfield, dove sviluppato la versione imbarcata del caccia de Havilland DH.112 Venom (il Sea Venom), primo volo il 27 marzo 1953, prodotto in Inghilterra e su licenza, in Francia.
Nel 1951 è in Francia dove riprende il suo lavoro presso la fabbrica SNCASE. Qui progetta il caccia SE-5000 Baroudeur (primo volo il 1º giugno 1953), e poi diviene consulente del progetto per l'aereo di linea SE-210 Caravelle (primo volo il 27 maggio 1955). Una volta entrata la SNCASE nell'orbita dell'Aérospatiale, negli anni 1962-1966, diviene uno dei cinque dirigenti del progetto franco-britannico relativo all'aereo supersonico Concorde (primo volo il 2 novembre 1969). Negli anni 1966-1972 Jakimiuk diviene presidente della francese Aerospace Corporation, è rappresentante della Aérospatiale per l'America del Nord e del Centro. Nel 1972 andò in pensione, ma rimase sempre un consulente tecnico-economico per l'Aérospatiale. Nel 1976 andò Varsavia, in Polonia, dove tenne lezioni che comprendevano il velivolo supersonico Concorde e il suo ruolo del trasporto aereo.
Morì nel settembre 1991 a Parigi, dove fu sepolto.

## Realizzazioni e progetti
- PZL P.8
- PZL P.11
- PZL P.24
- PZL.44 Wicher
- PZL.50 Jastrząb
- PZL.53 Jastrząb II
- PZL.56 Kania
- de Havilland Canada DHC-1 Chipmunk
- de Havilland Canada DHC-2 Beaver
- de Havilland Canada DHC-3 Otter
- de Havilland DH.112 Venom
- SE-5000 Baroudeur
- SE-210 Caravelle
- AMD-BA/BAC Concorde